# Enric Saborit
Enric Saborit Teixidor (Barcellona, 27 aprile 1992) è un calciatore spagnolo, difensore del Dep. Iquique.

## Carriera

### Club
Nella stagione 2013-2014 ha esordito con l'Athletic Bilbao in Primera División

### Nazionale
Ha giocato con le nazionali Under-17, Under-18 ed Under-19.

## Palmarès

### Club

#### Competizioni nazionali
- Coppa di Lega israeliana: 2

Maccabi Tel Aviv: 2018-2019, 2020-2021
- Campionato israeliano: 2

Maccai Tel Aviv: 2018-2019, 2023-2024
- Supercoppa d'Israele: 2

Maccabi Tel Aviv: 2019, 2020